# Yo-Yo (dal)
A Yo-Yo egy dal Nicola Roberts brit énekesnőtől. A szám Roberts debütáló, Cinderella's Eyes című albumának harmadik kislemezeként jelent meg. Előző kislemezei, a Beat of My Drum és Lucky Day pozitív kritikákat szereztek a kritikusoktól, viszont nem sikerült kereskedelmileg jelentős sikereket elérniük. Eredetileg a Yo-Yot tervezte az énekesnő első kislemeznek, viszont később a Beat of My Drumot megfelelőbbnek találta. Maya von Doll és Dimitri Tikovoi mellett szerezte a dalt, Roberts szerint a szám jellemző zenei stílusát.
A Yo-Yo egy 50-es évek témájú dance-pop dal, döntésképtelen szerelméről szól. Énekhangját Kate Bushéval vetették össze. Egy videóklip is megjelent a dalhoz, mely a szöveg cselekményét követi. Roberts különböző öltözékekben jelenik meg egy bulin, ahol szerelme megcsalja egy másik lánnyal. A klip alacsony költségvetését sokan kritizálták, viszont Roberts határozottságát az öltözködésben sokan elismerték. A Alan Titchmarsh Show című műsorban adta elő a dalt.

## Dalszerzés és inspiráció
Nicola Roberts a Girls Aloud egyik tagja. Amíg az együttesben volt, magánnyal küszködött, mivel távol élt szülővárosától Londonban, emellett elfoglalt volt, a média is kritizálta, sokszor „homály”-nak titulálták a csapat mellett töltött idejét. Ezek következtében fáradt lett, majd megtalálta két énjét, a normális lányt, és a másik a celeb énje, melyet kényelmetlennek érzett. Az énekesnő szerint a média folyamatos jelenléte miatt volt rossz az együttes részének lennie. Nicola így beszélt erről a korszakról: „Meg kellett erősítenem magamat, belül tulajdonképpen haldokoltam”. A lemezhez a csapattal töltött ideje inspirálta. Ez volt az első szám, melyet Maya von Doll és Dimitri Tikovoi mellett szerzett. A szám segített Robertsnek megtalálni stílusát, „Úgy éreztem, megtaláltam a hangzásomat… Igazán közel áll hozzám. A legelső dalok között van, amelyet írtam, és igazán büszke vagyok rá.”
A Holy Molynak így nyilatkozott:
„A produkció hihetetlen. A ritmus olyan erőteljes és állandó. Ez volt az első dal, amit Maya és Dimitri mellett szereztem. Úgy éreztem, megtaláltam a hangzásomat. Én ruhaként tekintettem rá…”

## Kiadás
Első kislemeze, a Beat of My Drum volt, mely pozitív kritikákat szerzett, viszont a slágerlistákon nem ért el erős helyezéseket (brit kislemezlista 27. hely). Másodikként a Lucky Day jelent meg, mely a kritikusok elismerését vívta ki, viszont a listákon szintén nem ért el sikeres eredményeket, a skót és brit kislemezlistán 40. lett. A Holy Moly oldalán Roberts bejelentette, a Yo-Yo lesz a harmadik kislemez, novemberi kiadási dátumot tervezve, viszont később januárra halasztották. Eredetileg a dal jelent volna meg első kislemezként, viszont Nicola később úgy érezte, a Beat of My Drum megfelelőbb lesz. 2012. január 2-án jelent meg, Dimitri Tikovoi és Roberts szerezte. Később kiderült, egy CD kislemez is megjelenik két élő előadással és a Sticks + Stones demó változatával.

## Fogadtatása
Tim Chipping (Holy Moly) írt először a felvételről 2011. májusában. Elsősorban a kórust és a vokálokat dicsérték, Nicolában pedig az új popkirálynőt látták. Emily Mackay (NME) szerint Nicola a számmal sebezhető oldalát mutatja meg. Robert Copsey (Digital Spy) szerint a felvétel sóvárgó, és Kate Bush stílusával vette össze, a címadó dallal együtt.

## Háttér
Egy MSN-nek adott interjú során beszélt a számról az énekesnő: "A Yo-Yo-nál gondoltam azt hogy minden fordulatot vett és "felfedeztem" a saját céljaimat. Nagyon büszke vagyok a számra, imádom."
A szám pop stílusú, Nicola egy vágyakozó számnak szánta, szövegében álmodozó lánynak nevezi magát.

## Élő előadások
Az énekesnő 2011. szeptember 21-én mutatott be egy exkluzív videót, melyben a számot adja elő. Ugyanekkor a Lucky Day akusztikus változatát is elénekelte. Nagyközönség előtt a G-A-Y nevezetű rendezvényen adta elő, a Beat of My Drum, Porcelain Heart, Lucky Day és Everybody’s Got To Learn Sometime mellett.

## Dallista
- Digitális letöltés

1. Yo-Yo (Radio Edit) - 3:29
2. Lucky Day (Acoustic Mix) - 3:19
3. I (Acoustic Mix) - 3:40
4. Sticks + Stones (Acoustic Mix) - 4:14

- Digitális EP

1. Yo-Yo (Clean Radio Mix) - 3:29
2. Yo-Yo (High Level Radio Edit) - 3:42
3. Yo-Yo (High Level Club Mix) - 6:37
4. Yo-Yo (JRMX Radio Edit) - 3:54
5. Yo-Yo (JRMX Club Mix) - 5:59
6. Memory of You (iTunes előrendelés esetén) - 3:47

## Megjelenések
| Ország             | Dátum            | Kiadó           | Formátum           |
| ------------------ | ---------------- | --------------- | ------------------ |
| Írország           | 2012. január 5.  | Polydor Records | Digitális letöltés |
| Egyesült Királyság | 2012. január 8.  | Polydor Records | Digitális letöltés |
| Egyesült Királyság | 2012. január 16. | Polydor Records | CD kislemez        |